# 喜多村英梨のROYAL×RADIO
喜多村英梨のROYAL×RADIO（きたむらえりのロイヤルラジオ）は、 HiBiKi Radio Stationで2010年から2014年12月15日まで放送されていたインターネットラジオ番組。

## 主題歌
- 「ROYAL×PARTY」
  - 歌：ROYAL×RADIO（喜多村英梨）、作詞：ROYALリスナー・ROYAL×RADIO、作曲・編曲：hytrax

オープニングテーマ
- 「星と紙屑」
  - 歌・作詞・作曲・編曲：LoVE×MUSHROOM[注 1]

エンディングテーマ
- 「蒼草」
  - 歌・作詞・作曲・編曲：LoVE×MUSHROOM

## 関連商品
HiBiKi Radio Station×EARLY WING presents HiE@r Time 特別総集編
HiBiKi Radio Station×EARLY WING presents HiE@r Time 特別総集編 vol.2
HiBiKi Radio Station×EARLY WING presents HiE@r Time vol.3（2014年1月22日）
- 主題歌「ROYAL×PARTY」収録。